# Palicourea remyana
Palicourea remyana là một loài thực vật có hoa trong họ Thiến thảo. Loài này được (Baill.) C.M.Taylor mô tả khoa học đầu tiên năm 1996.